# Цифрова грамотність
Цифрова грамотність — здатність людини знаходити, оцінювати та передавати інформацію за допомогою друку або цифрових медіаплатформ. Цифрова грамотність поєднує в собі як технічні, так і когнітивні здібності, та полягає у використанні інформаційних і комунікаційних технологій для створення, оцінки та обміну інформацією.

## Область застосування
Цифрова грамотність спочатку була зосереджена на цифрових навичках і автономних комп'ютерах, але з появою Інтернету та соціальних мереж фокус змістився на активне використання мобільних пристроїв для досягнення своїх навчальних, професійних та інших цілей.

### Освіта
Цифрові навички стали невід'ємною частиною сучасного життя. Завдяки різним цифровим інструментам і пристроям, таким як смартфони, планшети й комп'ютери, і дорослі користувачі, і діти мають безліч можливостей для навчання, розвитку і самореалізації.
Деякі переваги використання цифрових інструментів в освіті включають:
- Доступ до інформації: Можливість швидко знаходити потрібну інформацію через інтернет.
- Інтерактивне навчання: Використання освітніх додатків і платформ, що роблять навчання цікавим і захоплюючим.
- Комунікація: Легкий зв'язок з викладачами та однокласниками через електронну пошту, чати та відеоконференції.
- Творчість: Створення власного цифрового контенту, такого як блоги, відео чи графіка.

Цифрові навички відкривають широкі можливості для саморозвитку та досягнення успіху в сучасному світі.

## Історія
Термін «цифрова грамотність» пов'язують із американським письменником і журналістом Полом Гілстером та його монографією «Digital Literacy» («Цифрова грамотність»), виданої у 1997 р. Автор трактував термін як здатність критично засвоювати та використовувати інформацію, одержувану за допомогою комп'ютера у різній формі з широкого діапазону джерел.
Гілстер вважав інформаційну грамотність, комунікативні компетенції, креативні компетенції та медіаграмотність складовими частинами цифрової грамотності.
Бурхливий розвиток комп'ютерних технологій призвів до дуже широкого впровадження цифровізації у повсякденність. Те, що раніше вважалось необхідним лише для фахівців, досить швидко почало впливати на багатьох людей у самих різних сферах.
А. Мартін та Д. Мадіган у статті «Цифрова грамотність у навчанні» (2007 р.) уточнили та розширили визначення терміну — усвідомлення, встановлення та здатність окремих осіб належним чином використовувати цифрові інструменти та засоби для ідентифікації, доступу, управління, інтеграції, оцінки, аналізу та синтезу цифрових ресурсів, для побудови систем нових знань, а також спілкування з іншими людьми.